# Flutter ventricolare
Il flutter ventricolare è una grave aritmia caratterizzata da un'attività veloce e relativamente regolare dei ventricoli, con frequenza variabile fra 160 e 300 battiti al minuto. L'aritmia di solito è causata da una cardiopatia organica.
Il flutter ventricolare provoca una sincope quando compare, essendo un ritmo cardiaco estremamente poco efficiente dal punto di vista dell'emodinamica. L'elettrocardiogramma mostra onde ampie, non più riconoscibili come complessi QRS. La terapia consiste nella rianimazione cardio-polmonare.